# 中華民國—科索沃關係
中華民國與科索沃共和國無正式外交關係，目前也沒有在對方首都互設具大使館功能的代表機構。對科索沃的相關事務由駐匈牙利臺北代表處兼轄。

## 政治

### 外交

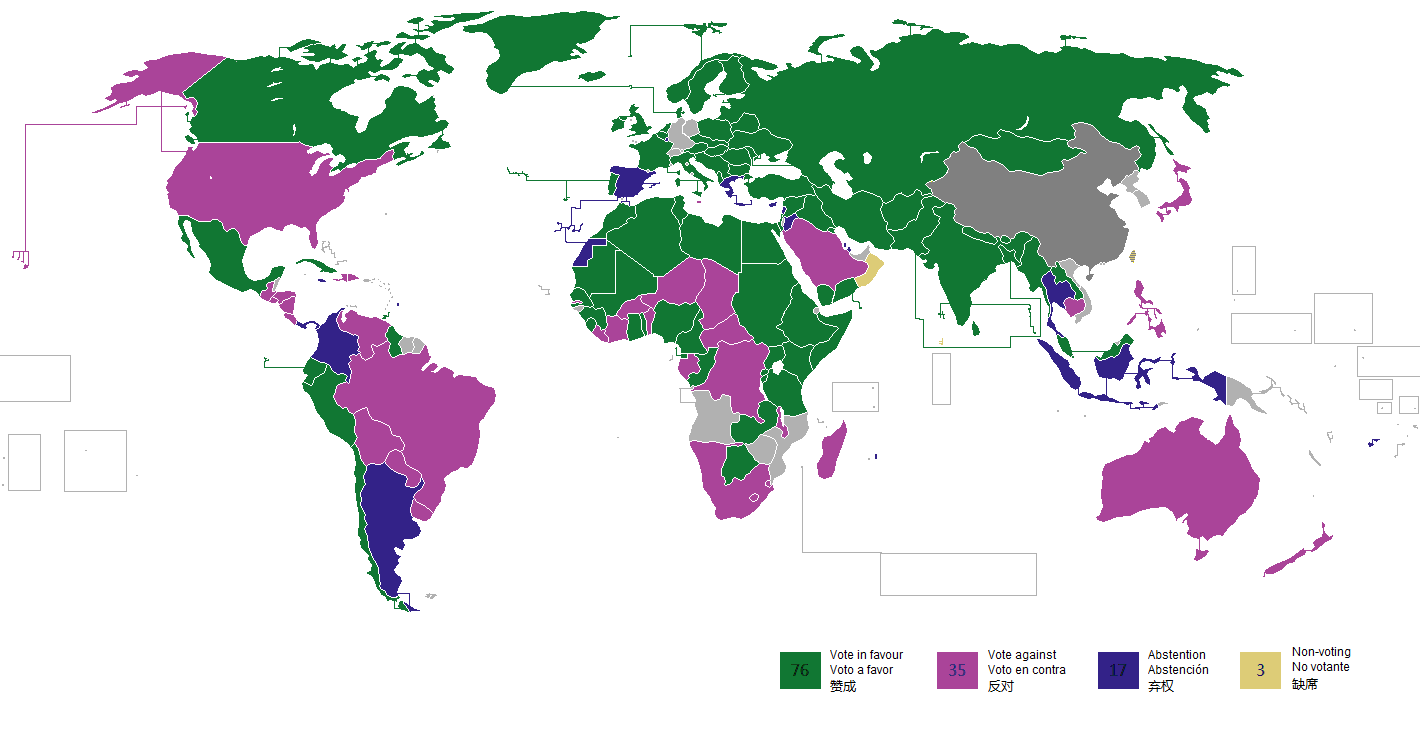
綠色國家表示在1971年的投票中反對中華民國續留聯合國，即《聯合國大會2758號決議》，科索沃當時是南斯拉夫的塞爾維亞社會主義共和國一部分，由南斯拉夫作為主權國家參與投票。

1999年6月7日，在科索沃战争后，中華民國總統李登辉宣布将以3亿美元援助科索沃，中華人民共和國外交部发言人章啟月表示这项援助案是想要制造「两个中国」或「一中一台」；行政院大陸委員會副主委许柯生对媒体表示只是纯粹的人道考量，北京當局不應有过度的政治联想。除了金援外，也捐贈上百輛公共汽車，上面寫著「Love from Taiwan」。
2008年2月19日，科索沃宣佈獨立兩天後，中華民國外交部正式承認科索沃共和國。擔任科索沃總理塔奇（Hashim Thaçi）外交政策幕僚與科索沃民主黨國會議員的拉斯尼奇（Memli Krasniqi）說：「真的很謝謝台灣，但是我們要加入聯合國，我們需要中國的支持」。名為「Kosovo Thanks You. Thank you from the Kosovar people!」網站上的各國承認列表也無中華民國或台灣的標示。然而中華民國國旗一度出現在科索沃政府的感謝名單上，引發中華人民共和國的不滿，現今科索沃外交部對台灣的官方稱謂為「台灣－中華台北（台灣）」。
2020年5月19日，簽署《中華民國（臺灣）法務部調查局洗錢防制處與科索沃共和國金融情報中心關於涉及洗錢、相關前置犯罪及資助恐怖主义金融情報交換合作瞭解備忘錄》。
2021年6月15日，科索沃國會5名跨黨派議員提議成立「科索沃－台灣國會友誼小組」。12月20日，中華民國立法院39名立委組成「台灣－科索沃國會聯誼會」，並與「科索沃－台灣國會友誼小組」視訊會議。雙方正式成立雙邊國會友好團體。
2023年3月11日，科索沃前總理霍蒂與「科索沃－台灣國會友誼小組」議員抵台訪問，並會見總統蔡英文、行政院長陳建仁、立法院長游錫堃等政府高層。
2024年3月22日，中華民國第3大城高雄市與科索沃首都普里什蒂纳締結姊妹市。由高雄市長陳其邁與普里斯提納市長拉瑪在高雄市政府共同簽署《高雄市及普里斯提納市締結姊妹市協定》。
2024年4月3日，臺灣東部發生大地震，科索沃總統奧斯曼尼在X（原Twitter）發文表示，科索沃政府向台灣強震中失去親屬的家庭表達真誠的哀悼，並祝福所有傷者早日康復、祝福台灣人民堅強起來。
2024年4月16日，科索沃前總理霍蒂再度率團訪台，成員包括前副總理司爾曼奈，此行會見副總統暨總統當選人賴清德、行政院長陳建仁、立法院長韓國瑜。

### 科索沃與台灣獨立問題
2016年12月18日，台灣憲法學會副秘書長、國立清華大學科技法律研究所教授黃居正表示，國際間有科索沃的先例，透過聯合國的臨時治理當局下的議會發表宣言宣佈獨立，因此在中華民國體制下「透過立法院來制憲、來宣佈獨立，並不是不能做」。

## 經濟

### 貿易
2018年以前，中華民國經濟部國際貿易署尚未針對科索沃設立國家代碼，與該國的貿易統計均被歸為「未定義的國家（代碼ZZ）」。
| 年分 | 貿易總額 | 貿易總額  | 貿易總額 | 出口至科索沃 | 出口至科索沃 | 出口至科索沃 | 自科索沃進口 | 自科索沃進口 | 自科索沃進口 | 順逆差  |
| 年分 | 金額     | 年增減    | 排名     | 金額         | 年增減       | 排名         | 金額         | 年增減       | 排名         | 順逆差  |
| ---- | -------- | --------- | -------- | ------------ | ------------ | ------------ | ------------ | ------------ | ------------ | ------- |
| 2018 | 4,879    | －        | 233      | 4,879        | －           | 225          | －           | －           | 241          | 順差 -- |
| 2019 | 141,832  | ▲2,807.0% | 214      | 133,503      | ▲2,636.3%    | 207          | 8,329        | －           | 219          | 順差▲   |
| 2020 | 488,408  | ▲244.4%   | 197      | 485,887      | ▲264.0%      | 185          | 2,521        | ▼69.7%       | 216          | 順差▲   |
| 2021 | 777,466  | ▲59.2%    | 194      | 764,351      | ▲57.3%       | 178          | 13,115       | ▲420.2%      | 204          | 順差▲   |
| 2022 | 448,006  | ▼42.4%    | 201      | 442,740      | ▼42.1%       | 187          | 5,266        | ▼59.8%       | 213          | 順差▼   |
| 2023 | 307,311  | ▼31.4%    | 204      | 292,797      | ▼33.9%       | 195          | 14,514       | ▲175.6%      | 204          | 順差▼   |
| 2024 | 533,265  | ▲73.5%    | 199      | 491,526      | ▲67.9%       | 188          | 41,739       | ▲187.6%      | 189          | 順差▲   |

2023年的兩國貿易項目如下：
出口至科索沃的主要項目為：鋼鐵製螺釘、螺栓、螺帽、螺旋鈎、車用螺釘、鉚釘、橫梢、開口梢、墊圈與類似製品；橡膠或塑料加工機或以此類原料製造產品之機械；自動資料處理機、磁性或光學閱讀機；水、含糖或香料與未含酒精飲料；電話機（包括智能手机），以及其他傳輸或接收聲音、圖像之有線或无线网络通訊器具；特殊物品，含出口未超過5萬新臺幣之小額報單與其他零星物品；診斷或實驗用有底襯之試劑或配製試劑，以及檢定參照物；無線電廣播或电视之傳輸器具、攝影機、数码相机；特定用途機器之零件與附件；內科、外科、牙科或兽医用儀器與用具等。
自科索沃進口的主要項目為：服飾附屬品及其零件；特殊物品，含進口未超過5萬新臺幣之小額報單與其他零星物品；機動車輛所用之零件與附件；硫化橡膠管；塑膠管與附件；其他塑膠製品與特定材料制成品；塑膠製品等。

### 投資
截至2023年，中華民國與科索沃尚無相互直接投資紀錄。

### 交流
2014年，中華民國國際經濟合作協會（國經協會）與科索沃商會（Kosovo Chamber of Commerce）簽署備忘錄。
2017年，科索沃商會會長抵臺訪問。
2019年，中華民國對外貿易發展協會（外貿協會）與科索沃商會簽署合作備忘錄。

## 簽證

持中華民國護照的中華民國國民簽證要求分布圖：入境科索沃可以免簽證。

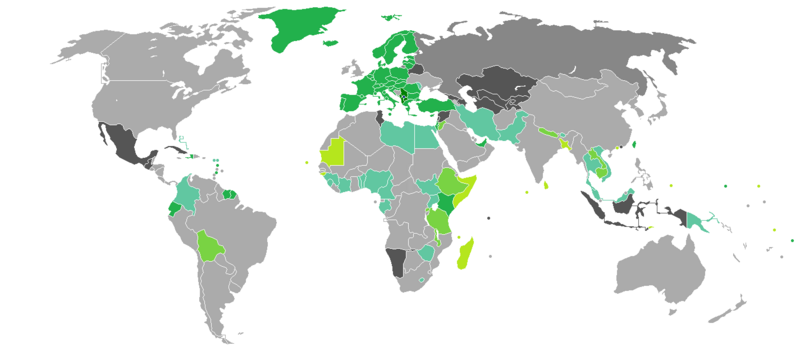
持科索沃護照的科索沃人口簽證要求分布圖：入境中華民國可以免簽證。

持有中華民國護照的中華民國國民可以免簽證的方式入境科索沃，於6個月期限內停留最多90天。
持有科索沃護照的科索沃國民也可以免簽證的方式入境中華民國，停留最多90天。

## 交通

### 航空

#### 客運
兩國無直航班機，可經由（不計航點遠近，截至2023年7月10日）：
- 臺北→伊斯坦堡、慕尼黑、法蘭克福、維也納、米蘭，再轉機前往科索沃的普里斯提納國際機場。[20]

### 駕車
持有中華民國國際駕駛執照以及購買強制第三人責任險，可在科索沃駕車。

## 外部連結
- 中華民國外交部－科索沃共和國簡介 （页面存档备份，存于）
- 駐匈牙利台北代表處
- 外交部領事事務局－國外旅遊警示分級表
- 中華民國衛生福利部－國際旅遊疫情建議等級
- 中華民國國際經濟合作協會 （页面存档备份，存于）